# Anchotefflus elegans
Anchotefflus elegans är en skalbaggsart som beskrevs av Sharp 1903. Anchotefflus elegans ingår i släktet Anchotefflus och familjen jordlöpare. Inga underarter finns listade i Catalogue of Life.